# Hutchison Icefield
Das Hutchison Icefield ist ein 20 mal 20 km großes und im Mittel 1200 m hohes Gletschergebiet mit Bereichen aus blauem Eis im ostantarktischen Coatsland. Es liegt 30 km östlich der Whichaway-Nunatakker und beinhaltet das Karpenko-Massiv, den Pillinger-Nunatak und den Turner-Nunatak.
Das UK Antarctic Place-Names Committee benannte es 2020. Namensgeber ist Robert Hutchison (1938–2007), Kurator der Sammlung von Meteoriten im Natural History Museum.